# 關首奇
關首奇（法語：Gwennaël Gaffric，1987年－）是一位法國學者及翻譯家，目前於里昂第三大學（Université Jean Moulin Lyon 3）擔任中國語言與文學副教授。他的主要研究領域包括台灣文學、華語科幻小說、生態批評與後殖民研究。

## 生平與學術工作
關首奇出生於1987年，自青少年時期開始對中文和台灣文化產生濃厚興趣。他在中學時期受到台灣新浪潮電影（如侯孝賢的作品）的啟發，決定學習中文並深入了解台灣和華文世界的文化。
關首奇於里昂第三大學完成學士和碩士學位，專攻中國語言和文學。他在碩士期間曾短期赴台灣清華大學留學，研究王禎和的作品《玫瑰玫瑰我愛你》，並於博士階段完成了一篇關於台灣文學中生態議題的論文。博士畢業後，他繼續於里昂第三大學任教，專注於華語科幻小說和台灣文學的翻譯與研究工作。

## 翻譯及編輯工作
關首奇是法國亞洲書庫出版社（L’Asiathèque）「台灣小說」系列的總編輯，他透過這個平台將多位台灣作家的作品引入法國市場。他的翻譯作品包括吳明益的《複眼人》與《天橋上的魔術師》、紀大偉的《膜》、高翊峰的《泡沫戰爭》以及瓦歷斯·諾幹的《山也有夢》等。
除了小說翻譯，他還涉獵現代詩集與漫畫的翻譯工作，如夏宇的詩集《Salsa》和小莊的《80年代事件簿》。他表示，翻譯詩歌是一次獨特的經驗，因為詩歌有許多種不同的翻譯方式，每個詞語的選擇都需謹慎，以保留詩歌的原有意境。

## 主要研究方向
關首奇的學術研究涵蓋以下幾個主要領域：
- 台灣當代文學：關首奇致力於推廣台灣文學，特別是探討其生態與環境議題的作品。他的博士論文和學術著作《文學在「人類世」的時代》深入分析了台灣文學如何反映生態危機和人類與自然的關係[3]。
- 華語科幻小說：關首奇特別關注華語世界的科幻小說，他認為台灣與中國大陸的科幻作品風格截然不同。中國大陸的作品往往更具硬科幻特質，而台灣則傾向於將科幻作為探討社會議題的媒介[4]。
- 生態批評與後殖民研究：他的研究也涉及如何通過文學作品來批判人類中心主義及探討生態與殖民歷史之間的關聯。

## 代表著作與翻譯作品
- 文學在「人類世」的時代（2019年）：這本書分析了當代台灣文學中如何反思人類活動對環境的影響，尤其關注吳明益的作品[5]。
- 吳明益的《複眼人》：關首奇的翻譯得到了法國讀者的高度評價，使台灣的生態文學得以被法國市場接受。
- 紀大偉的《膜》：這本書是台灣少數科幻小說中的代表作之一，通過關首奇的翻譯，它成功地進入了法國的科幻文學圈。

## 學術貢獻與影響
作為法語台灣研究協會的副會長，關首奇積極推動台灣文學的國際化。他不僅參與學術會議和講座，還撰寫多篇法語和中文的學術論文，並與多位華語作家保持密切合作。他希望藉由自己的翻譯和研究，促進法國讀者對華語世界，特別是台灣文化的理解和認識。